# Slanke spiegelloopkever
De slanke spiegelloopkever (Notiophilus aestuans) is een keversoort uit de familie van de loopkevers (Carabidae). De wetenschappelijke naam van de soort werd in 1826 gepubliceerd door Pierre François Marie Auguste Dejean.